# Адміністративний устрій Вітовського району
Адміністративний устрій Жовтневого району — адміністративно-територіальний поділ Жовтневого району Миколаївської області на 2 селищні та 19 сільських рад, які об'єднують 44 населені пункти та підпорядковані Жовтневій районній раді. Адміністративний центр — місто обласного значення Миколаїв, яке до складу району не входить..

## Список радЖовтневого району
| №  | Назва                               | Центр                 | Населені пункти                                                             | Площа км² | Місце за площею | Населення (2001), чол. | Місце за населенням | Розташування |
| -- | ----------------------------------- | --------------------- | --------------------------------------------------------------------------- | --------- | --------------- | ---------------------- | ------------------- | ------------ |
| 1  | Воскресенська селищна рада          | смт Воскресенське     | смт Воскресенське с-ще Горохівка                                            |           |                 |                        |                     |              |
| 2  | Первомайська селищна рада           | смт Первомайське      | смт Первомайське с-ще Засілля с-ще Квітневе с. Новоселівка                  |           |                 |                        |                     |              |
| 3  | Бармашівська сільська рада          | с. Бармашове          | с. Бармашове                                                                |           |                 |                        |                     |              |
| 4  | Галицинівська сільська рада         | c. Галицинове         | c. Галицинове                                                               |           |                 |                        |                     |              |
| 5  | Грейгівська сільська рада           | c-ще Грейгове         | c-ще Грейгове с. Воровське с. Петрівське с. Червоне                         |           |                 |                        |                     |              |
| 6  | Зеленогайська сільська рада         | c. Зелений Гай        | c. Зелений Гай с. Оленівка                                                  |           |                 |                        |                     |              |
| 7  | Калинівська сільська рада           | c. Калинівка          | c. Калинівка                                                                |           |                 |                        |                     |              |
| 8  | Коларівська сільська рада           | c-ще Коларівка        | c-ще Коларівка с. Добра Надія с-ще Зайчівське с-ще Капустине с. Ясна Поляна |           |                 |                        |                     |              |
| 9  | Котляревська сільська рада          | c. Котляреве          | c. Котляреве с. Новоруське с. Шевченкове                                    |           |                 |                        |                     |              |
| 10 | Лиманівська сільська рада           | c. Лимани             | c. Лимани с. Лупареве                                                       |           |                 |                        |                     |              |
| 11 | Миколаївська сільська рада          | c. Миколаївське       | c. Миколаївське                                                             |           |                 |                        |                     |              |
| 12 | Мирнівська сільська рада            | c. Мирне              | c. Мирне                                                                    |           |                 |                        |                     |              |
| 13 | Михайло-Ларинська сільська рада     | c. Михайло-Ларине     | c. Михайло-Ларине                                                           |           |                 |                        |                     |              |
| 14 | Мішково-Погорілівська сільська рада | c. Мішково-Погорілове | c. Мішково-Погорілове с-ще Пам'ять Комунарів                                |           |                 |                        |                     |              |
| 15 | Новомиколаївська сільська рада      | c. Новомиколаївка     | c. Новомиколаївка с. Костянтинівка                                          |           |                 |                        |                     |              |
| 16 | Партизанська сільська рада          | c. Партизанське       | c. Партизанське с. Комсомольське                                            |           |                 |                        |                     |              |
| 17 | Пересадівська сільська рада         | c. Пересадівка        | c. Пересадівка                                                              |           |                 |                        |                     |              |
| 18 | Полігонівська сільська рада         | c-ще Полігон          | c-ще Полігон с-ще Водник                                                    |           |                 |                        |                     |              |
| 19 | Прибузька сільська рада             | c. Прибузьке          | с. Прибузьке с-ще Степова Долина                                            |           |                 |                        |                     |              |
| 20 | Українська сільська рада            | c. Українка           | с. Українка                                                                 |           |                 |                        |                     |              |
| 21 | Шевченківська сільська рада         | c. Шевченкове         | с. Шевченкове с. Зоря с-ще Луч с. Новогригорівка                            |           |                 |                        |                     |              |

* Примітки: м. — місто, с-ще — селище, смт — селище міського типу, с. — село